# 피구세
피구세(Pigovian tax)는 부정적 외부성(시장 가격에 포함되지 않는 제3자가 부담하는 외부 비용)을 발생시키는 시장 활동에 부과되는 세금이다. 피구세는 내시 균형과 최적 파레토 효율성을 달성하기 위해 부정적 외부 효과를 내재화하려는 방법이다. 일반적으로 정부가 바람직하지 않거나 비효율적인 시장 결과(시장 실패)를 바로잡기 위해 설정하며, 부정적 외부 효과의 외부 한계 비용과 동일하게 설정된다. 부정적 외부 효과가 존재하는 경우, 사회적 비용에는 사적 비용과 부정적 외부 효과로 인한 외부 비용이 포함된다. 이는 시장 활동의 사회적 비용이 해당 활동의 사적 비용으로 충당되지 않는다는 것을 의미한다. 이러한 경우 시장 결과는 효율적이지 못하고 제품의 과잉소비로 이어질 수 있다. 부정적 외부 효과의 자주 인용되는 예로는 환경 오염과 공공 의료비 증가가 있다.
긍정적 외부 효과(시장 가격에 포함되지 않는 사회가 얻는 외부적 공공 혜택)가 존재하는 경우, 시장 활동에 참여하는 데 동의하지 않은 사람들도 혜택을 받게 되고, 시장에서는 생산량이 부족할 수 있다. 유사한 논리는 사회적으로 유익한 제품에 대한 비용을 소비자가 지불할 수 있도록 돕고 보다 긍정적인 사회적 혜택을 창출하기 위해 생산 증가를 장려하기 위해 피구 보조금을 창출하는 것을 제안한다.
가끔 인용되는 예로는 인플루엔자 백신과 공공재(교육, 국방 등), 연구 개발 등에 대한 보조금이 있다.
피구세는 경제적 외부성 개념을 발전시킨 영국 경제학자 아서 세실 피구의 이름을 따서 명명되었다. 1920년 영국의 경제학자 아서 세실 피구는 《복지의 경제학(The Economics of Welfare)》을 출판했다. 이 책에서 그는 산업가들이 그들 자신의 주변적 사적 이익을 추구한다고 주장한다. 사회적 한계적 이익이 사적 한계적 이익과 어긋날 때, 산업가는 사회적 한계적 비용을 내재화할 인센티브가 없다. 반대로, 피구는 어떤 산업이 사회적으로 미미한 편익을 창출한다면, 그 혜택을 받는 개인은 그 서비스에 대한 비용을 지불할 인센티브가 없다고 주장한다. 피구는 이런 상황을 각각 부수적 무상 서비스 불이행과 부수적 무상 서비스라고 부른다.
피구는 부수적인 무책임한 해악에 대한 수많은 예를 보여준다. 예를 들어, 건설업체가 사람이 많이 사는 동네 한가운데에 공장을 짓는다면, 그 공장은 교통 체증 심화, 조명 부족, 이웃들의 건강 악화 등 부수적인 폐해를 초래한다. 그는 또한 술을 판매하는 사업체에 대해서도 언급했다. 피구는 알코올 판매로 인해 경찰과 교도소의 비용이 높아진다고 주장한다. 이는 알코올과 관련된 범죄 때문이다. 다시 말해, 주류 사업의 순사적 생산은 같은 사업의 순사회적 생산에 비해 유난히 크다는 뜻이다. 그는 이것이 대부분의 국가가 주류 사업에 세금을 부과하는 이유라고 주장한다.
주변적 사적 이익과 주변적 사회적 이익 사이의 괴리는 두 가지 주요 결과를 야기한다. 첫째, 이미 언급한 대로 사회적 혜택을 받는 당사자는 그 비용을 지불하지 않고, 사회적 피해를 야기한 당사자도 그 비용을 지불하지 않다. 둘째, 사회적 한계비용이 사적 한계편익을 초과할 경우, 비용을 창출한 쪽이 제품을 과잉 생산하게 된다.
과잉 생산을 해결하기 위해, 피구는 문제가 있는 생산자에게 세금을 부과할 것을 건의했다. 정부가 사회적 비용을 정확하게 측정할 수 있다면 세금은 한계 사적 비용과 한계 사회적 비용을 같게 만들 수 있다. 더 구체적으로 말하면, 생산자는 자신이 만들어낸 비금전적 외부성에 대해 비용을 지불해야 한다. 이를 통해 생산량이 효과적으로 줄어들어 경제는 건강한 균형을 회복할 수 있다.